# ルーベン・ブラウン
ルーベン・ブラウン（Ruben Brown 1972年2月13日- ）はニュージャージー州イングルウッド出身のアメリカンフットボール選手。NFLのバッファロー・ビルズ、シカゴ・ベアーズで13シーズンプレーし9回プロボウルに選ばれた。ポジションはガード。弟のコーネル・ブラウンもNFL選手となっている。

## 経歴
ピッツバーグ大学から1995年のNFLドラフト1巡目全体14位でバッファロー・ビルズに指名されて入団した。バッファロー・ビルズで9シーズンプレー、シカゴ・ベアーズで4シーズンプレーした。その間181試合で先発出場を果たし、プロボウルに9回、オールプロに4回選ばれた。
バッファロー・ビルズでは、1年目からレフトガードとして先発出場し、2年目の1996年から2003年まで8シーズン連続でプロボウルに選ばれた。1999年途中から2003年まで連続出場を続けていたがシーズン最終戦は起用されず、シーズン終了後ビルズから解雇された。
2004年、シカゴ・ベアーズと3年契約したが、その年は故障のためわずか9試合の出場にとどまった。2006年にベアーズは第41回スーパーボウル出場を果たしたが、彼もこのシーズン活躍しプロボウルに選ばれた。シーズンオフには1年の契約延長を果たした。2007年11月8日、右肩の負傷により故障者リスト入りした。この年は8試合の出場に終わった。
2007年シーズン終了後、フリーエージェントとなった彼は、ベアーズとの再契約を希望すると訴えたがベアーズの構想からは外れた。
2008年シーズン、どのチームとも契約を結べず、2009年2月2日、現役引退を発表した。
現役引退後、ニューヨーク州バッファロー地区のテレビショーで元バッファロー・セイバーズのロブ・レイと共にホストを務めている。